# Richard Holbrooke
Richard Charles Albert Holbrooke (New York, 1941. április 24. – Washington, 2010. december 13.) amerikai diplomata, közíró, egyetemi tanár és befektetési bankár, akinek meghatározó szerepe volt a Daytoni békeszerződés létrehozásában.
Karrierje 1962-ben kezdődött egy vietnámi küldetéssel. 1970-1972 között Marokkóban teljesített szolgálatot, majd a Foreign Policy folyóiratot szerkesztette. Carter elnöksége alatt ismét külügyi szolgálatba állt, Cyrus Vance főtanácsadója is volt.
1993-ban némiképp váratlanul az Egyesült Államok németországi nagykövetévé nevezték ki. 1994-ben visszatért Washingtonba. A NATO bővítési folyamatában vállalt szerepet, majd a Daytoni békeszerződés létrehozásának kulcsfigurájává vált.
1999-től az USA ENSZ-nagykövete lett, e minőségében is számos diplomáciai küldetésben vett részt.
Az Obama-kormányzatban afganisztáni és pakisztáni különmegbízottnak nevezték ki, haláláig viselte ezt a tisztséget.
Harmadik és utolsó felesége Marton Kati magyar származású amerikai írónő volt.